# Europajolle
Europajolle, eller E-jolle, är en enmansjolle med ett storsegel och centerbord. 
Båttypen är mycket stor i Sverige och var OS-klass för damer från och med OS i Barcelona 1992 och fram till och med OS i Aten 2004. OS-statusen förlorades till Laser radial. På herrsidan är den stor främst på ungdomsidan. E-jollen är idag Sveriges i särklass största klass för ungdomar mellan 15 och 21. 
JSM, JNM, JEM, SM, NM och VM anordnas årligen för både dam och herr. 
I jämförelse med Laser radial sägs E-jollen vara mer känslig i sidled bland annat eftersom den har en mer rundad botten. Därför kan det vara lättare att påverka seglingen med kroppen i E-jollen. Andra särdrag som E-jollen har i jämförelse med Lasern är att den har många trimmöjligheter och att alla trimlinor är dragna ner till sittbrunnen. Klassreglerna för E-jollens mast är betydligt mer tillåtande, och avancerade, än för Lasern. Detta har lett till att flertalet master idag tillverkas av kolfiber och att det finns utrymme för skillnader mellan olika master. En mast med lämplig styvhet väljs efter seglarens fysiska förmåga och vikt. Seglet måste sedan sys individuellt med hänsyn till mast och seglarens vikt. Detta gör att e-jollen kan seglas av personer som väger mellan 40kg och 85kg. Båten går i de flesta förhållanden snabbare än Laser radial. 

## Historia
Europajollen är en standardiserad form av konstruktionsklassen mothjolle. Mothjollen skapades på 30-talet i Australien av Hal Wagstaff. 1963 ville Franska seglarförbundet skapa en standardiserad variant av mothen och belgaren Alois Roland skapade en modifiering av mothritningar av Pierre Marique. Roland kallade båten Europajolle. Franska och belgiska godkände E-jollen som entypsklass och Roland började bygga båtar. Klassen fick fäste i Belgien och det var främst där klassen seglades de första åren. Klassförbundet bildades 1963 och ISAF, internationella seglarförbundet, gav klassen internationell status 1976. 1989 valdes E-jollen till att bli OS-klass för damer.